# كارل كاسبار
كارل كاسبار (بالألمانية: Karl Caspar)‏ هو رسام ألماني، ولد في 13 مارس 1879 في فريدريكسهافن في ألمانيا، وتوفي في 22 سبتمبر 1956 في برآنينبورغ في ألمانيا.

## وصلات خارجية
- كارل كاسبار على موقع مونزينجر (الألمانية)